# Speocyclops atropatenae
Speocyclops atropatenae – gatunek widłonoga z rodziny Cyclopidae. Nazwa naukowa tego gatunku skorupiaków została opublikowana w 2010 roku przez ukraińskiego zoologa Władysława Monczenkę.